# Tak (scouting)
Een tak is de benaming die in België aan deelgroepen binnen scouting wordt gegeven. In Nederland is de benaming speltak. De naam die aan elke tak gegeven wordt, verschilt volgens geslacht, aard van scoutinggroep etc.

## Takken binnenScouts en Gidsen Vlaanderen

### Kapoenen
Op de leeftijd van 6-7 jaar zitten de beginnende scouts bij de kapoenen. Binnen Scouts en Gidsen Vlaanderen is er geen sprake van een thema bij deze jongste tak. Er wordt evenwel getracht om een wereld vol spel en fantasie te creëren.
Bij de zeescouts krijgt deze jongste groep de naam Zeehondjes. Hier werkt men rond het thema van Kothick, de witte zeehond. Van kindsbeen af worden de eerste contacten met het water gelegd door spelen met een maritieme inslag.

### Welpen, kabouters
Van 8-10 jaar stapt de jonge scout over naar een hogere tak. In tegenstelling tot de kapoenen heeft deze leeftijdsgroep wel een thema. Het programma voor de Welpen is opgehangen aan het Jungle Boek van Rudyard Kipling. De leiding wordt tevens aangesproken met een naam uit het Jungle Boek. Hierbij is de naam Akela vaak weggelegd voor de takleiding. De naam kabouters wordt gebruikt voor meisjes, de naam zeewelpen wordt door de zeescouts gebruikt. Ook zij gebruiken hetzelfde thema. De onderverdeling die in België gemaakt wordt bij welpen zijn nesten. De namen welpen en kabouters worden soms samen getrokken tot wouters.

### Jonggivers
Vanaf de leeftijd van 11 tot 13 jaar wordt het verschil tussen gewone scouts en zeescouts duidelijker. Bij de jongverkenners en jonggidsen (samen jonggivers) tracht men de basisprincipes van scouting om te zetten in praktijk. Jonggivers worden onderverdeeld in patrouilles. Op die manier tracht men ook aandacht te besteden aan het werken in kleinere groepen. Bij zeescouts wordt bij de scheepsmakkers meer en meer aandacht besteed aan varen, vlotten sjorren en andere wateractiviteiten.

### Givers
Van 14 tot 16 jaar wordt vooral aandacht besteed aan het zelfstandig worden. Met de 5 werkvormen (patrouillewerking, het parlement, de projectwerking, de interessewerking, het manifest en het charter) tracht men een aanzet te geven naar alle aspecten die zelfstandig worden inhoudt.
Bij de zeeverkenners wordt tijdens de wintermaanden het materieel opgeknapt en vertonen de activiteiten overeenkomsten met die bij de gewone scouts, tijdens de zomermaanden blijft het water hun terrein.

### Jins
Jins (Jij, ik een noodzaak) en loodsen (zeescouts) zijn de laatste tak voor de leiding (17-18 jaar). Hierbij wordt dan ook gezocht naar een zo goed mogelijke voorbereiding op het toekomstig leiding zijn, zonder evenwel in hun laatste jaar als lid het aspect ontspanning uit het oog te verliezen. Sommige Jins zijn samengesteld uit leden van verschillende scoutsgroepen van hetzelfde district. Voorbeelden hiervan zijn JIN De Rots uit het Gentse district Gent Zuid en 38e Jin Leo uit het Antwerpse district Ten Ryen, hier liggen alle groepen heel dicht bij elkaar. Dit zorgt ook voor een goede sfeer binnen het district als deze Jins leiders worden.

### AKABE
AKABE is een tak die niet leeftijdsgebonden is en zich richt tot kinderen en jongeren met een handicap, zowel lichamelijk als mentaal. In Vlaanderen is er ongeveer 1 AKABE-groep of een groep met AKABE-tak per 10 scoutingsgroepen.

### Overzicht
| leeftijd   | naam(jongens)  | naam(meisjes) | naam(Zeescouts) | opmerkingen                                                                            |
| ---------- | -------------- | ------------- | --------------- | -------------------------------------------------------------------------------------- |
| 6-7 jaar   | Kapoenen       | Elfjes        | Zeehondjes      |                                                                                        |
| 8-10 jaar  | Welpen         | Kabouters     | Zeewelpen       | Soms een versmelting tot Wouters (Welpen - kabouters) of Kawellen (Kabouters - Welpen) |
| 11-13 jaar | Jongverkenners | Jonggidsen    | Scheepsmakkers  | Soms een versmelting tot Jonggivers (gidsen - verkenners)                              |
| 14-16 jaar | Verkenners     | Gidsen        | Zeeverkenners   | Versmelting: Givers                                                                    |
| 17 jaar    | Jins           | Jins          | Loodsen         | JIN: Jij en Ik een Noodzaak                                                            |
| 17+ jaar   | Leiding        | Leiding       | Leiding         |                                                                                        |
| overig     | AKABE          |               |                 | voor kinderen en jongeren met een handicap                                             |

## Takken binnenFOS Open Scouting
| leeftijd   | naam(jongens)  | naam(meisjes) | naam(Seascouts) | opmerkingen           |
| ---------- | -------------- | ------------- | --------------- | --------------------- |
| 5-7 jaar   | Bevers         |               | Zeehonden       |                       |
| 8-10 jaar  | Welpen         |               | Welpen          |                       |
| 10-11 jaar | Wolven         |               | Wolven          | (optionele tussentak) |
| 11-13 jaar | Jongverkenners | Jonggidsen    | Aspiranten      |                       |
| 14-15 jaar | Verkenners     | Gidsen        | Juniors         |                       |
| 16-17 jaar | Seniors        |               | Seniors         |                       |
| 18+ jaar   | Leiding + Stam |               | Leiding + Stam  |                       |

## Takken bijLes Scouts
| Leeftijd   | Taknaam    |
| ---------- | ---------- |
| 6-8 jaar   | Baladins   |
| 8-12 jaar  | Louveteaux |
| 12-16 jaar | Éclaireurs |
| 16-18 jaar | Pionniers  |

## Takken bijGuides Catholiques de Belgique
| Leeftijd   | Taknaam              |
| ---------- | -------------------- |
| 5-7 jaar   | Nutons               |
| 7-11 jaar  | Lutins               |
| 11-15 jaar | Les Guides Aventures |
| 15-17 jaar | Les Guides Horizons  |
| 17-18 jaar | La Route             |

## Takken bijLes Scouts et Guides Pluralistes
| leeftijd   | naam             |
| ---------- | ---------------- |
| 5-7 jaar   | Castors          |
| 8-11 jaar  | Louveteaux       |
| 12-14 jaar | Scouts et guides |
| 15-17 jaar | Pionniers        |